# 机组人员

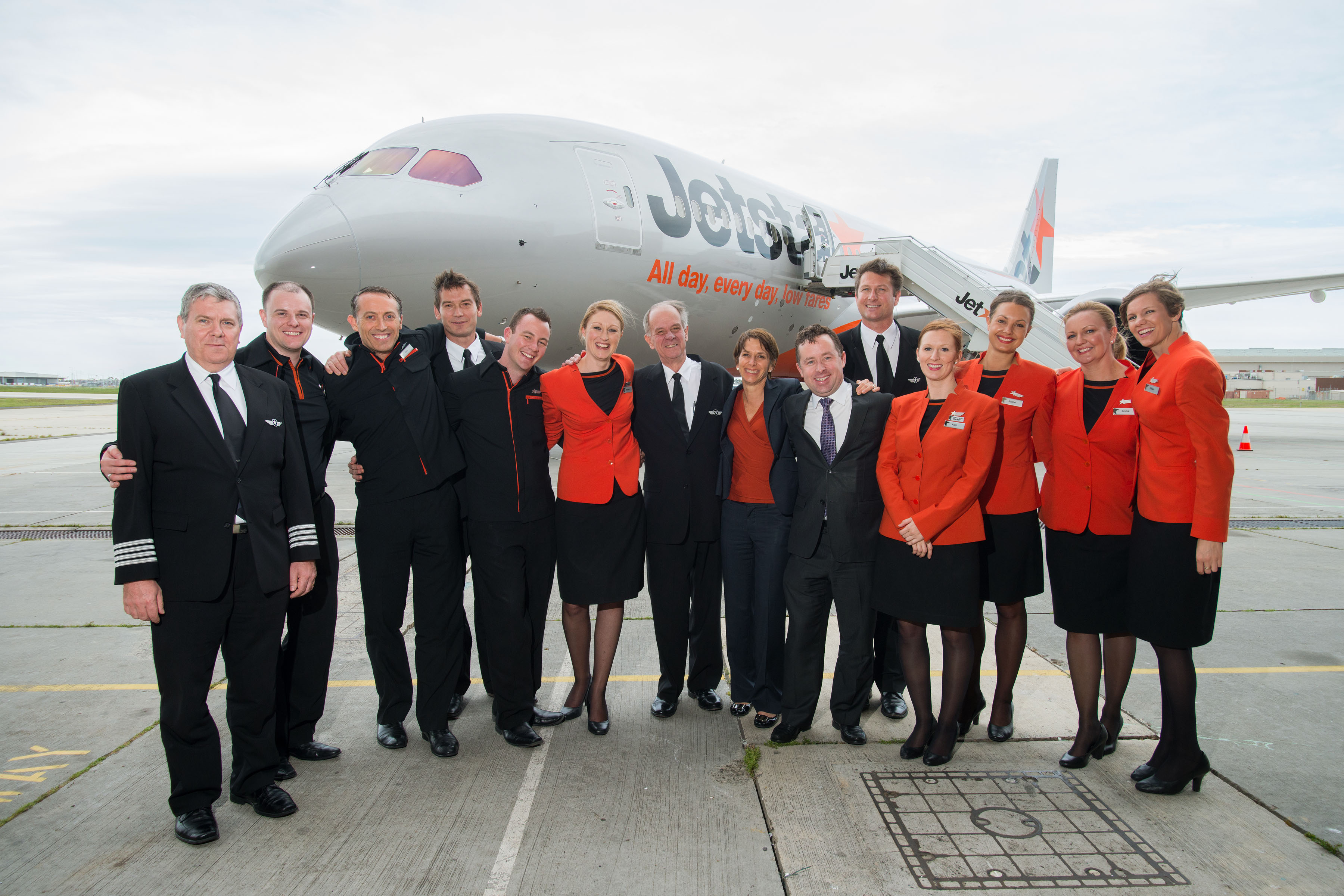
捷星航空波音787机组人员

机组人员也称为空勤人员，是在飞行中駕駛飞机的人员。空勤人员的组成取决于飞机的类型，以及飞行的持续时间和目的。